# Kazahi
Kazahi (kazaško қазақ, latinizirano: qazaq, dob. 'Kazak') so turški narod, ki večinoma naseljuje Uralsko gorovje in severne dele Srednje Azije (večinoma Kazahstan, pa tudi dele Rusije, Uzbekistana, Mongolije in Kitajske), regije, znane tudi kot Evroazijska podcelina. Kazaška identiteta je srednjeveškega porekla, močno pa jo je oblikovala osnova Kazaškega kanata med letoma 1456 in 1465, ko se je več plemen pod vlado sultanov Žanibeka in Kereja odpravilo iz kanata Abu'l-Khair kana.
Kazahi so potomci turških in srednjeveških mongolskih plemen - Arginov, Dughlatov, Naimanov, Jalairov, Keraitov, Karlukov in Kipčakov.
Izraz Kazah se včasih uporablja za označevanje Kazahstancev, ki niso nujno etnični Kazahi, na primer Aleksander Vinokurov.

## Etimologija
Kazahi so to ime verjetno začeli uporabljati v 15. ali 16. stoletju. O izvoru besede Kazah ali Qazaq (Kazak) obstaja veliko teorij. Nekateri ugibajo, da izvira iz turškega glagola qaz ('potepati'), ker so Kazahi potovali po stepi ali da izhaja iz proturške besede khasaq (voz na kolesih, ki ga Kazahi uporabljajo za prevoz svojih jurt in stvari) .
Druga teorija o izvoru besede Kazah (originalno Qazaq) je, da izhaja iz starodavne turške besede qazğaq, ki je bila prvič omenjena na turškem spomeniku iz 8. stoletja Uyuk-Turan.  Po besedah turškega jezikoslovca Vasilija Radlova in orientalista Veniamina Judina samostalnik qazğaq izhaja iz istega korena kot glagol qazğan ('pridobiti'). Zato qazğaq definira vrsto osebe, ki išče dobiček in dosežek. 

### Kazah
Kazah je bil pogost pojem v srednjeveški Srednji Aziji, na splošno v zvezi s posamezniki ali skupinami, ki so se osamosvojile ali dosegle neodvisnost od oblasti. Timur je svojo mladost brez neposrednih avtoritet opisal kot svoj Qazaqliq (kazaško gnezdo). V času osvajanja uzbeških nomadov v Srednji Aziji se je Uzbek Abu'l-Khair kan razlikoval od činggisidskih poglavarjev Girajoma / Kirejema in Janibega / Janibeka, potomcev Urusa kana.
Te razlike so verjetno izvirale iz strmega poraza Abu'l-Khair kana v rokah Qalmaqov. Kirej in Janibek sta se z velikim številom nomadov preselila v območje Žetisu / Semirečje na meji Moghulistana in tam postavila nove pašnike z blagoslovom mogulskega čingisida Esena Buka, ki je upal na varovalni pas pred širitvijo Oiratov. Ni izrecno pojasnjeno, da je to razlog, da bodo kasnejši Kazahi trajno prevzeli to ime, vendar je to edini zgodovinsko preverljiv vir etonima. Skupina pod Kirejem in Janibekom se imenuje v različnih virih Qazaqs in Uzbek-Qazaqs (tisti, neodvisni od uzbeških kanov). Rusi so prvotno Kazahe imenovali Kirgizi in kasneje Kirgiz-Kajsak, da bi jih razlikovali od Kirgizov.
V 17. stoletju je ruska konvencija, ki želi razlikovati stepske Qazaqe od kozakov ruske cesarske vojske, predlagala črkovanje končnega soglasnika s kh namesto z q ali k, kar je ZSSR uradno sprejela leta 1936.
- Kazah - Казах
- Kozak - Казак

Ukrajinski izraz kozak najbrž izvira iz istega etimološkega korena Kipčak: potepuh, razbojnik, svobodnjak.

### Ustna zgodovina
Njihov nomadski podeželski življenjski slog je Kazahe ohranil v epski tradiciji ustne zgodovine. Narodu, ki je združeval nomadska plemena različnega kazaškega porekla, je uspelo ohraniti oddaljen spomin na prvotne ustanovne klane. Za Kazahe je bilo pomembno, da poznajo svoje rodovno drevo za najmanj sedem generacij nazaj (znano kot şejire, iz arabske besede šajara – 'drevo').

## Trije kazaškižuzi(horde)
| Mali žuz | Srednji žuz | Veliki žuz |

V sodobnem Kazahstanu se plemenska oziroma rodovna ureditev najde v poslovnem in vladnem življenju. Še vedno je običajno, da se Kazahi med seboj seznanijo s plemenom, ki mu pripadajo. Zdaj je to bolj tradicija kot nuja in med plemeni ni sovražnosti. Kazahi ne glede na njihov plemenski izvor veljajo za en narod.
Tisti sodobni Kazahi, ki se še spominjajo svojih plemen, vedo, da njihova plemena spadajo med enega od treh žuzov (júz, grobo prevedeno kot 'horda' ali 'stotnija'):
- Velika horda (imenovana tudi starejši ali seniorski žus; kazaško Ұлы жүз, latinizirano Uly júz) zajema ozemlje južnega in jugovzhodnega Kazahstana, severozahodne Kitajske (Šindžjang) in dele Uzbekistana
- Srednja (imenovan tudi centralni žus; kazaško Орта жүз, latinizirano Orta júz) sestavlja ga šest plemen, ki pokrivajo osrednji in vzhodni Kazahstan
- Junior (imenovan tudi mlajši ali mali; kazaško Кіші жүз, latinizirano Kiši júz) sestavljajo ga tri plemena, ki pokrivajo zahodni Kazahstan in zahodno Rusijo (Orenburg oblast).

### Zgodovina hord
Obstaja veliko razprav o izvoru hord. Njihova starost je do zdaj še neznana v obstoječih zgodovinskih besedilih, najstarejše omembe pa so bile v 17. stoletju. Turkolog Veljaminov-Žernov je verjel, da je Tevekel (Tauekel / Tavakkul) kan leta 1598 zavzel pomembna mesta Taškent, Jasi (sodobni Turkestan in Sajram, ki so ločevala Kazahe, so pa ta mesta zasedali le del 17. stoletja. Teorija nakazuje, da so se Kazahi potem razširili na širše ozemlje, potem ko so se z Džetisija (kazaško Jetisý – pomeni 'sedem rek') razširili na večino Dašt-i Kipčak, s poudarkom na trgovini, ki je bila na voljo prek mest srednje Sir Darje, ki sta ji pripadala Sajram in Jasi. Mala horda izvira od Nogajcev, Nogajske horde.

## Jezik
Kazaški jezik je član družine turških jezikov, vključno uzbeščina, kirgiščina, tatarščina, ujgurščina, sodobna turščina, azerbajdžanščina, turkmenščina in številni drugi živi in zgodovinskimi jeziki, ki se govorijo v Vzhodni Evropi, Srednji Aziji, [[Šindžjangu in Sibiriji.
Kazaščina spada v kipčaško oziroma severozahodno skupino turške jezikovne družine. Za kazaščino značilno, za razliko od drugih turških jezikov, da je prisotna / s / namesto rekonstruiranega proto-turškega * / ʃ / in / ʃ /  namesto * / tʃ / namesto; poleg tega ima kazaščina / ʒ / tam, kjer imajo drugi turški jeziki / j /.
Kazaščina, tako kot večina družine turških jezikov, v njem dolžina samoglasnikov ni fonemska, zato ne razlikuje med dolgimi in kratkimi samoglasniki.
Kazaščina je bila v 19. stoletju napisana z arabsko pisavo, ko so številni pesniki, šolani v islamskih šolah, napeljevali k uporu proti Rusiji. Odziv Rusije je bil ustanoviti posvetne šole in zasnovati način pisanja kazaščine s cirilico, ki pa ni bila široko sprejeta. Do leta 1917 je bila arabska pisava ponovno uvedena, tudi v šolah in lokalni upravi.
Leta 1927 se je pojavilo kazaško nacionalistično gibanje, ki pa je bilo kmalu zatrto. Hkrati je bila arabska pisava prepovedana in za pisanje kazaščine zahtevana latinska abeceda. Domačo latinsko abecedo so leta 1940 zamenjali s cirilico sovjetski intervencionisti. Danes si prizadevajo za vrnitev na latinsko pisavo.
Kazaščina je državni (uradni) jezik v Kazahstanu. Govori se tudi v območju Ili v avtonomni pokrajini Šindžjang-Ujgur v Ljudski republiki Kitajski, kjer se uporablja arabska pisava in v zahodnih delih Mongolije (provinca Bayan-Ölgii in Khojd), kjer se uporablja cirilica. Evropski Kazahi uporabljajo latinico.

## Religija
Predniki sodobnih Kazahov so verovali v šamanizem in tengrizem, nato zaratustrstvo, budizem in krščanstvo, vključno z vzhodno cerkvijo. Islam je bil prvič predstavljen prednikom sodobnih Kazahov v 8. stoletju, ko so arabski misijonarji vstopili v Srednjo Azijo. Islam se je sprva prijel v južnih delih Turkestana, nato se je postopoma širil proti severu. Islam se je uveljavil tudi zaradi misijonarskega dela samanidskih vladarjev, zlasti na območjih okoli Taraza , kjer je islam sprejelo veliko število Turkov. Poleg tega je islam med Kazahi in drugimi plemeni v poznem 14. stoletju propagirala Zlata horda. V 18. stoletju se je ruski vpliv na regijo Srednjo Azijo hitro povečal. Na čelu s Katarino Veliko so Rusi sprva pokazali pripravljenost dovoliti, da se islam razcveti, saj so bili muslimanski kleriki v to državo povabljeni, da so pridigali Kazahom, ki so jih Rusi gledali kot 'divjake' in 'nevedne' morale in etike. Vendar se je ruska politika postopoma spreminjala v oslabitev islama z uvedbo predislamskih elementov kolektivne zavesti.  Takšni poskusi so vključevali metode hvale predislamskih zgodovinskih osebnosti in vsiljevanja občutka manjvrednosti s pošiljanjem Kazahov v visoke elitne ruske vojaške ustanove. Kazaški verski voditelji so v odgovor poskušali vnesti pan-turkizem, čeprav so bili mnogi zaradi tega preganjani. V sovjetski dobi so muslimanske ustanove preživele le na območjih, na katerih so Kazahi z običajnimi muslimanskimi praksami znatno presegli nemuslimane, kot so domorodni Rusi. V poskusu preoblikovanja Kazahov v komunistično ideologijo so bili ključni cilji družbenih sprememb odnosi med spoloma in drugi vidiki kazaške kulture. 
V novejšem času pa so Kazahi po padcu Sovjetske zveze postopoma vložili odločno prizadevanje za oživitev islamskih verskih institucij. Nekateri Kazahi se še naprej poistovetijo s svojo islamsko vero in še bolj predano na podeželju. Tisti, ki trdijo, da so izvorni muslimanski vojaki in misijonarji iz 8. stoletja, so v svojih skupnostih zelo spoštovani. Kazaške politične osebnosti so prav tako poudarile potrebo po sponzoriranju islamske zavesti. Na primer, Kazaški minister za zunanje zadeve Marat Tažin je pred kratkim poudaril, da Kazahstan pripisuje pomen uporabi »pozitivnega potenciala islama, spoznavanju njegove zgodovine, kulture in dediščine« .
Predislamska verovanja, na primer čaščenje neba, prednikov in ognja, se še naprej v veliki meri ohranjajo med običajnimi ljudmi. Kazahi so verjeli v nadnaravne sile dobrega in zlega duha, lesenih škratov in velikanov. Za zaščito pred njimi in pred zlim očesom so Kazahi nosili zaščitne kroglice in talismane. Šamanska verovanja so med Kazahi še vedno široko ohranjena, pa tudi vera v moč nosilcev tega čaščenja, šamanov, ki jih Kazahi imenujejo bahsi. Za razliko od sibirskih šamanov, ki so med obredi uporabljali bobne, so kazaški šamani, ki so lahko moški ali ženske, igrali (z lokom) na godalni instrument, podoben veliki violini. Trenutno tako islamsko kot predislamsko prepričanje še vedno najdemo med Kazahi, zlasti med starejšimi. 
Po državnem popisu leta 2009 je 39.172 Kazahov kristjanov.

## Prebivalstvo
| 1897  | 1917  | 1926  | 1939  | 1959  | 1979  | 1989  | 1999  | 2009  | 2018  |
| ----- | ----- | ----- | ----- | ----- | ----- | ----- | ----- | ----- | ----- |
| 81.7% | 58.0% | 58.5% | 37.8% | 29.8% | 36.2% | 37.8% | 53.5% | 63.1% | 67.5% |

Zgodovinsko prebivalstvo Kazahov: Ogromen upad števila etničnih Kazahov med letoma 1897 in 1959 je povzročila kolonialna politika Ruskega cesarstva, nato genocid med Stalinovim režimom. Sarah Cameron (izredna profesorica univerze v Marylandu) je ta genocid opisala v svoji knjigi Lačna stepa: lakota, nasilje in ustvarjanje sovjetskega Kazahstana.

## Kazaške manjšine

### Rusija
V Rusiji živijo Kazahi predvsem v regijah, ki mejijo na Kazahstan. Po zadnjem popisu prebivalstva (2002) je bilo v Rusiji 654.000 Kazahov, večina jih je v regijah Astrahan, Volgograd, Saratov, Samara, Orenburg, Čeljabinsk, Kurgan, Tjumen, Omsk, Novosibirsk, Altajski kraj in Altajska republika. Po razpadu Sovjetske zveze leta 1991 ti ljudje pridobili rusko državljanstvo.
| 1939    | %    | 1959    | %    | 1970    | %    | 1979    | %    | 1989    | %    | 2002    | %    |
| ------- | ---- | ------- | ---- | ------- | ---- | ------- | ---- | ------- | ---- | ------- | ---- |
| 356.646 | 0,33 | 382.431 | 0,33 | 477.820 | 0,37 | 518.060 | 0,38 | 635.865 | 0,43 | 653.962 | 0,45 |

### Kitajska
Kazahi so se v Džungarijo preselili v 18. stoletju po džungarskem genocidu, posledično je prišlo do masakra domačega budističnega prebivalstva Džungarskega Ojrata.
Kazahi, ki jih v kitajščini imenujejo Hāsàkè Zú (哈 萨 克 族; dobesedno 'Kazahi' ali 'Kazaško pleme'), spadajo med 56 etničnih skupin, ki jih Ljudska republika Kitajska uradno priznava. Na tisoče Kazahov je med lakoto v Kazahstanu 1932–1933 pobegnilo na Kitajsko.
Leta 1936, ko je Šeng Šicai (pinjin Shèng Shìcái - kitajski vojskovodja, ki je vladal Šindžjangu od leta 1933 do 1944) izgnal 30.000 Kazahov v Qinghai, je Hui pod vodstvom generala Ma Bufanga pokončal njihove sotovariše muslimane Kazahe, dokler jih ni ostalo 135. 
Iz Severnega Šindžjanga je preko Gansuja zbežalo več kot 7000 Kazahov na Tibetansko-Qinghajško planoto, zato je Ma Bufang rešil težavo s preusmeritvijo Kazahov na pašnike v Qinghaj, vendar so se Hui, Tibetanci in Kazahi v regiji še naprej spopadali med seboj. Tibetanci so napadli in se borili proti Kazahom, ko so vstopili v Tibet prek Gansuja in Qinghaja. Tibetanske čete so oropale in ubile Kazahe 400 milj vzhodno od Lhase v mestu Čamdo, ko so Kazahi vstopali v Tibet.
V letih 1934, 1935 in 1936–1938 je Qumil Eliqsan pripeljal približno 18.000 Kerej Kazahov, da so se priselili v Gansu in vstopili v Gansu in Qinghai.
Na Kitajskem je ena kazaška avtonomna prefektura, avtohtona prefektura Ili Kazah v avtonomni pokrajini Šindžjang-Ujgur in tri avtonomna okrožja: Aksaj kazaško avtonomni okrožje v Gansuju, Barkol Kazah in Avtonomna oblast Mori Kazah v avtonomni pokrajini Šindžjang-Ujgur. Številni Kazahi na Kitajskem ne obvladajo standardne kitajščine, temveč govorijo kazaščino.
Vsaj milijon Ujgurov, Kazahov in drugih etničnih muslimanov v Šindžjangu je bilo pridržanih v množičnih zaporih, imenovanih preusmeritvena taborišča, katerih cilj je spremeniti politično razmišljanje pripornikov, njihovo identiteto in versko prepričanje. 

### Mongolija
V 19. stoletju je napredovanje vojakov Ruskega cesarstva Kazahe potisnilo v sosednje države. Približno leta 1860 je del Kazahov iz Srednjega žüza prišel v Mongolijo in se naselil v Bayan-Ölgii, zahodni Mongoliji in večino 20. stoletja ostal izolirana, tesno povezana skupnost. Etnični Kazahi (tako imenovani altajski Kazahi ali Altaj-Kazahi) živijo pretežno v Zahodni Mongoliji v provinci Bayan-Ölgii (88,7 % celotnega prebivalstva) in provinci Khojd (11,5 % celotnega prebivalstva; ti živijo predvsem v mestu Khojd, Khojd sum in Bujant sum). Poleg tega lahko v različnih mestih po vsej državi, najdemo številne kazaške skupnosti. Eno večjih središč s pomembno kazaško udeležbo je Ulan Bator, pa v provinci Töv in Selenge, Erdenet, Darkhan, Bulgan, Šaringol in Berkh.
| 1956   | %    | 1963   | %    | 1969   | %    | 1979   | %    | 1989    | %    | 2000    | %    | 2010    | %    |
| ------ | ---- | ------ | ---- | ------ | ---- | ------ | ---- | ------- | ---- | ------- | ---- | ------- | ---- |
| 36.729 | 4,34 | 47.735 | 4,69 | 62.812 | 5,29 | 84.305 | 5,48 | 120.506 | 6,06 | 102.983 | 4,35 | 101.526 | 3,69 |

### Uzbekistan
400.000 Kazahov živi v Karakalpakstanu in 100.000 v provinci Taškent. Od padca Sovjetske zveze se velika večina Kazahov vrača v Kazahstan, predvsem v Manghistau oblast. Večina Kazahov v Karakalpakstanu je potomcev ene od vej Male horde (Kişi juz) - plemena Adai.

### Iran
Iran je kupil kazaške sužnje, ki so jih trgovci sužnjev iz Hive in Turkmeni lažno maskirali kot Kalmike.
Iranski Kazahi živijo predvsem v provinci Golestan na severu Irana. Po podatkih etnologue.org je leta 1982 v mestu Gorgan živelo 3000 Kazahov. Od padca Sovjetske zveze se je število Kazahov v Iranu zmanjšalo zaradi izseljevanja v njihovo zgodovinsko domovino. 

### Afghanistan
Afganistanski Kipčaki so pleme Aimak (Tajmani) plemena Kazahov, ki ga je mogoče najti v okrožju Obe vzhodno od zahodne afganistanske province Herat, med rekama Farāh Rud in Hari Rud. Tu je približno 440.000 afganistanskih Kipčakov.

### Turčija
Turčija je sprejela 3800 begunce, ki so med sovjetsko-afganistansko vojno prišli Afganistana. Kajseri, Van, Amasja, Çiçekdağ, Gaziantep, Tokat, Urfa in Serinjol so prek Adene sprejeli kazaške begunce, ki so prišli ob pomoči UNHCR.
Leta 1954 in 1969 so se Kazahi preselili v Anatolske regije Salihli, Develi in Altaj. Turčija je postala dom beguncev Kazahov.
Kazaška turška fundacija (Kazak Türkleri Vakfı) je organizacija Kazahov v Turčiji.

## Kultura

### Glasba
Eden izmed najpogosteje uporabljanih tradicionalnih glasbil Kazahov je dombra, glasbeno strunsko glasbilo podobno lutnji. Pogosto se uporablja za spremljanje solo ali skupinskega petja. Drug priljubljen instrument je kobiz, glasvilo, na katerega se igra z lokom in na kolenih. Skupaj z drugimi glasbili imata ključno vlogo v tradicionalnem kazaškem orkestru. Znamenit skladatelj je Kurmangazi Sagirbajev, ki je živel v 19. stoletju. Po študiju v Moskvi je Gaziza Žubanova postala prva ženska klasična skladateljica v Kazahstanu, katere skladbe odražajo kazaško zgodovino in folkloro. Znamenita pevka sovjetske epohe je Roza Rimbajeva, bila je zvezda vseevropskega obsega. Znamenita kazaška rock skupina je Urker, ki nastopa v žanru etno-rocka, ki sintetizira rockovsko glasbo s tradicionalno kazaško glasbo.